# Anna Waetge
Anna Waetge (* im 19. Jahrhundert; † 1926 in Bremen) war eine deutsche Pädagogin und Gründerin einer Mädchenschule in Bremen.

## Biografie
Waetge war die Tochter eines wohlhabenden Zinngießers. Sie gab zunächst Privatunterricht. 1904 gründete sie die private Mädchenschule Anna-Waetge in der Bremer Neustadt an der Ecke Moselstraße/Mainstraße. Die Schule hatte um die 240 Schülerinnen in neun Stufen von 6 bis 15 Jahre. Die Schülerinnen kamen nur aus der Mittelschicht, da Schulgeld gezahlt werden musste. 1906 wurden auch 50 Knaben in die Vorschulklassen eingeschult. 1911 erweiterte sich die Schule um zwei Häuser und so konnte auch der zehnte Jahrgang aufgenommen werden. Auch wurde ein Kindergarten und eine Kindergärtnerinnenschule angegliedert. Anfänglich wurde die Schule noch nicht als Lyzeum anerkannt. Waetge gelang es als Schulleiterin, dass ihre Schule 1918 als eine subventionierte höhere Mädchenschule geführt werden konnte. Sie erkrankte jedoch 1920 und musste die Schule der Stadt Bremen überlassen.
1924 wurde die Schule zum Lyzeum und hieß seit 1938 Oberschule für Mädchen. 1950 wurde die Schule mit um die 180 Schülerinnen in das Gymnasium Schule am Leibnizplatz integriert, nachdem bereits seit 1947/48 Hans Koch Schulleiter beider Schulen war. Die sogenannte Koedukation, der gemeinsame Unterricht von Mädchen und Jungen, begann.